# André Hubeau
André Hubeau (Nukerke, 21 maart 1910 - Ronse, 19 februari 1995) was een Belgisch CVP-politicus.

## Levensloop
Hij werd geboren in een landbouwersgezin en werd licentiaat in de politieke, sociale, handels-, financiële, consulaire en koloniale wetenschappen. Is die ganse reeks diploma's nu nog altijd een merkwaardig resultaat, dan was dit zeker zo in het Nukerke van de jaren 30. Hij werd er in 1953 de laatste burgemeester van de zelfstandige gemeente Nukerke, waar hij voordien reeds schepen was. Na de fusies van gemeenten in 1977 werd hij de eerste burgemeester van Maarkedal.
Hij was reserveofficier, oud-strijder en krijgsgevangene tijdens de Tweede Wereldoorlog.